# Carl Ferdinand Friedrich Lehmann-Haupt
Carl Ferdinand Friedrich Lehmann-Haupt (né le 11 mars 1861 à Hambourg et mort le 24 juillet 1938 à Innsbruck) est un orientaliste allemand, spécialiste de l'antiquité du Moyen-Orient.

## Biographie
Carl Ferdinand Friedrich Lehmann naît dans la famille du juriste et traducteur Emil Lehmann. Après des études de droit et de langues orientales à Heidelberg, à Leipzig, à Göttingen et à Baltimore, il reçoit son titre de docteur en droit de l'université de Göttingen en 1883. Il présente sa thèse en 1886 à l'université de Berlin auprès de Friedrich Delitzsch et accède au grade de docteur en philosophie. En 1887-1888, il est chercheur (Amanuensis) au département égyptien du musée de Berlin, puis il présente sa thèse d'habilitation en histoire antique en 1893 à Berlin auprès des professeurs Delitzch et Hirschfeld.
Lehman entreprend une expédition archéologique en 1898-1899 dans le nord-est de l'Anatolie, puis vers l'Arménie, où il découvre des inscriptions urartaïques. En 1901, il est professeur extraordinaire (professeur agrégé) d'archéologie à l'université de Berlin. En 1911, il est appelé à enseigner le grec à l'université de Liverpool et en 1913-1914 l'histoire antique à l'université d'Oxford.  Lorsque la Première Guerre mondiale éclate, il est obligé de rentrer en Allemagne et il enseigne jusqu'en octobre 1914 à l'université de Greifswald. Il est nommé professeur ordinaire d'histoire antique en 1915 à l'université récemment fondée de Constantinople (l'Empire ottoman, resté officiellement neutre, est en fait un allié vassalisé de l'Empire allemand). Peu avant l'armistice de 1918, il enseigne l'histoire antique et la culture classique à partir du 11 septembre 1918 à l'université d'Innsbruck, jusqu'à sa retraite en 1932. Il est nommé professeur honoraire en 1935.

## Éditeur
Lehmann-Haupt  est le premier éditeur (à partir de 1901) de la revue d'histoire antique Klio. Beiträge zur alten Geschichte, dont il assure la rédaction jusqu'en 1936. Il s'est intéressé en premier chef à la civilisation urartéenne - mais il préfère la dénomination de civilisation chaldéenne. Il a déchiffré quantité d'inscriptions antiques dont un grand nombre d'inconnues avant lui et par exemple a découvert celles d'Edremit. Il a défini et publié tout un corpus d'inscriptions urartéenne.

## Quelques publications
- Schamasch-schum-úkīn, König von Babylonien (1892)
- Altbabylonisches Mass- und Gewichtssystem als Grundlage der antiken Gewichts-, Münz- und Masssysteme (1893)
- Zwei Hauptprobleme der altorientalischen Chronologie (1898)
- Babyloniens Kulturmission einst und jetzt: Ein Wort der Ablenkung und Aufklärung zum Babel-Bibel-Streit, Leipzig, Dieterich, 1903.
- Materialien zur ältesten Geschichte Armeniens und Mesopotamiens (1907)
- Semiramis und Sammuramat, in: Klio - Beiträge zur alten Geschichte 15,3/4, 1918.
- Israel: seine Entwicklung im Rahmen der Weltgeschichte, Tübingen, éd. J.C.B. Mohr (P. Siebeck), 1911.
- Abriss der griechischen Geschichte (1910)
- Die Geschichte Judäas und Israels (1911)
- Die chaldische Keilinschrift von Kaissaran. Huschardzan-Festschrift aus Anlass des 100-jährigen Bestandes der Mechitharisten-Kongregation in Wien, Wien, 1911, p. 254–257.
- C. F. Lehmann-Haupt (et al.), Armenien Einst und jetzt, Reisen und Forschungen (avec le soutien du ministère des cultes du royaume de Prusse), Berlin, 1910.
- Corpus Inscriptionum Chaldicarum, publié en collaboration avec Felix Bagel et Fritz Schachermeyr, Berlin et Leipzig, 1935. éd. Walter de Gruyter & Co